# マイク・タイソン
マイク・タイソン（Mike Tyson、1966年6月30日 - ）は、アメリカ合衆国の元プロボクサー。ニューヨーク州ニューヨーク市ブルックリン区ベッドフォード・スタイベサント地区出身。元WBA・WBC・IBF世界ヘビー級統一王者。
現在はスタンドアップコメディアンとして活動。自身の大麻農園「タイソン農園」の経営もしている。

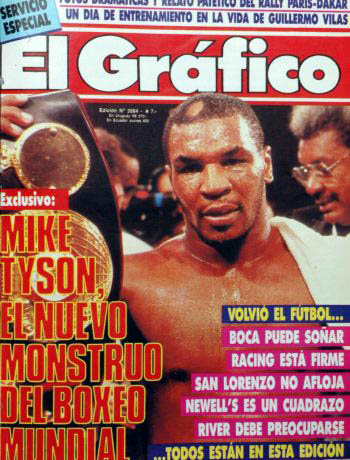
アルゼンチンのスポーツ雑誌エル・グラフィコの表紙に起用されるタイソン（1988年1月号）

## ボクシングスタイル
身長178 cm、リーチ180 cm、周囲50 cm超の首を誇る。ヘビー級としては小柄ながらも、強烈といえるパンチ力に加え、ヘビー級では並外れたスピードとフットワーク、急所を正確にコンビネーションで打ち抜く高度なオフェンス技術、そして相手のパンチをガードのみに頼らず、ボディーワークで空に切らすディフェンス技術を武器に、次々に大男たちをキャンバスに沈めた。
フロイド・パターソンと同門下であり、ともに小柄であることやピーカブースタイルなど、両者には共通点が多い。

## 来歴
| カス・ダマト(左)とドン・キング(右) |  | カス・ダマト(左)とドン・キング(右) |
| カス・ダマト(左)とドン・キング(右) |  |                                    |

### 幼少時代
生い立ち
1966年6月30日、アメリカ合衆国ニューヨーク州ニューヨーク市ブルックリン区ベッドフォード・スタイベサント地区に生まれる。
家族には5歳年上の兄ロドニーと2歳年上の姉デニスがいる。兄は医師助手で、タイソンは兄についてインタビューされた際に「兄貴とは深い絆で結ばれている。兄貴はいつも立派だったが自分は何もなかった」と述べている。
ポン引きだった父親のジミー・カークパトリックはタイソンが2歳のときに家族を捨て蒸発している。以後、家族は売春婦だったとされている母親のローナ・スミス・タイソン、他兄弟と育つが、タイソンは「母親はふしだらな女だった。周りの家も、母親とそのボーイフレンドで、父親がいない家庭ばかりだった。親は売春斡旋業を営んでいた。家の中も安全とは言えなかった。姉と寝るために客が来て、俺を殴った」と、引退後にドキュメンタリー番組で語っている。なお母親はタイソンが16歳の時に死去、姉デニスは心臓麻痺で1991年に24歳で死去している。
タイソンが幼い頃、一家はブルックリン区内に住んでいた。経済的な問題で、家を転々とした後に、タイソンが7歳の時に当時のアメリカ合衆国の中でも最悪のゲットーと呼ばれていたブルックリン区ブラウンズヴィルに落ち着き、タイソンはそこで育つことになる。
いじめにより非行へ
幼少の頃は内向的な性格で、現在でも独特の甘えたようなイントネーションにその名残がうかがえる。スポーツジャーナリストの二宮清純はタイソンへの取材を通じてタイソンに対し「自閉症児のような印象を受けた」と語っている。実際、タイソンは自閉症ではないが躁うつ病と診断されており、長期に渡り治療を受けていた。
内向的な性格や、大きな近眼鏡を着用していたことから、いじめっ子達に嘲笑されいじめの対象となり小学校1年生で学校に通わなくなる。そして街をふらついている時に絡まれた不良少年グループの使い走りとなるが、タイソンが大事にしていたペットの鳩を年上の不良少年に目の前で殺され、我を忘れて人生初めてとなった喧嘩で、その不良少年を殴り倒したことから自身の強さに気付くと、徐々に物取りから強盗や麻薬の売人へと悪行がエスカレートしていった。
ボクシングとの出会い
12歳までに51回も逮捕され、ニューヨーク州でも最悪の少年が収容されるトライオン少年院に収監。そこで更生プログラムの一環として行われていたボクシングの担当教官だったボビー・スチュワートにボクシングで叩きのめされたことから教えを請うようになる。最初の考えは『ボクシングは喧嘩で使えるため』だったが、めきめきと上達。その才能を見抜いたスチュワートは1980年3月にタイソンをカス・ダマトに紹介すると、ダマトはタイソンの才能に驚愕。13歳のときタイソンが少年院を仮退院すると、身元引受人となったダマトの家で、他の青年達とタイソンの共同生活が始まる。
アマチュアでの活躍
まずはアマチュアボクシングでキャリアをスタートし、13歳で初試合を行った。数年間キャリアを積んでいき、ジュニア・オリンピックのタイトル等を獲得。その後、ロサンゼルスオリンピックへの参加を狙うが、国内予選の最終選考会の決勝戦でダウンを奪いながら判定負けを喫し、オリンピックは補欠となり、参加は叶わなかった。
タイソンのアマチュアでの通算成績は記録に残っている中では52戦47勝5敗。ただし、USアマチュアボクシング連盟の管理下にない非公式の試合も多く戦っているため、正確な戦績は不明。

### プロボクサー時代
トレーナーのダマトの死
1985年3月6日に18歳でプロデビューし、ヘクター・メルセデスに1R1分47秒TKO勝ちで初戦を白星で飾る。
しかし、デビューから破竹の11連勝を飾った直後の1985年11月に、タイソンをアマチュア時代から育て上げてきたトレーナーのカス・ダマトが死去する。
史上最年少での世界ヘビー級王座戴冠、そして3団体統一
その後、通算27連勝し1986年11月22日、28戦目にしてトレバー・バービックに2RTKO勝利し、WBC世界ヘビー級王座を獲得。史上最年少（20歳5か月）で世界ヘビー級王者となる。翌年、1987年3月7日にはジェームス・スミスに判定勝ちし、WBA世界ヘビー級タイトルを獲得。さらに同年8月、トニー・タッカーに判定勝ちしてIBF世界ヘビー級タイトルを獲得して3団体統一に成功（WBOは1988年に設立され、当時はマイナー団体だったので、事実上の主要団体統一王者）。6月21日、駐車場の女性従業員にキスを迫り男性従業員を殴ったとして起訴され、罰金105,000ドルを支払う。
1988年2月に、元ファッションモデルで女優のロビン・ギヴンズと結婚（TVでギヴンズを見かけて一目惚れしたのが始まりという）。しかし、すぐに離婚した。タイソンが支払った慰謝料は1000万ドルだった。
ドン・キングによるプロモート
通算9度の防衛に成功することになるが、1988年に行われたマイケル・スピンクス戦後、カス・ダマトがその生前「グリズリーには近づいても、ドン・キングには近付くな」と絶対に組んではいけないと言っていたドン・キングにプロモートを受ける。それ以来、精彩を欠くようになり、タイソン自身も2024年にビッグマウスも兼ねてのものとはいえ「1990年代からは体の状態がよくなかったが2024年で最高といえる状態になった」という主旨で自虐的に語っている。
この年の前半、ボクシングを始めた頃からの後援者であったビル・ケイトンと共にタイソンのマネージメントを担当し、そしてダマト以外では最もタイソンから信頼されていたジム・ジェイコブスが白血病により突然死去。その頃からドン・キングがタイソンの獲得を狙いタイソンの妻であったロビン・ギヴンズに頻繁に接触し取り入ったため、タイソンのチームに亀裂が入り始める。そしてこの年の後半、ダマトの死後からそのボクシング理論を引き継いでタイソンに教えていたケビン・ルーニーを突然解雇。家族同然だったルーニーはボクシングのトレーナーとしてだけでなく、タイソンのモラルや私生活の監視役でもあった。そして、マネージャーのビル・ケイトンも解雇し、ダマトが残したチームはバラバラとなる。
その後、タイソンはドン・キングとの契約を正式に結ぶことになる。新しいチーム態勢ではタイソンの周囲に金目当ての「イエスマン」ばかりが集まり、タイソンの私生活は急激に乱れる。離婚騒動、訴訟沙汰、自殺未遂、交通事故、放蕩、練習不足、度重なった試合の延期など、リング外でのトラブルの話題が増えて行く。
1988年8月23日、プロ21戦目で対戦したミッチ・グリーンとハーレムの路上で喧嘩になり、タイソンは右手を骨折。このため同年10月8日に予定されていたフランク・ブルーノとの試合が延期となった。9月5日、運転していた車を木に激突させる事故を起こし、その際に失神する。10月7日、別居中だったロビン・ギヴンズが離婚を申請。翌月にはタイソンに対して1億2500万ドルの名誉毀損訴訟を起こした。
栄光から挫折へ
8ヶ月のブランクを経た1989年2月25日のフランク・ブルーノ戦で勝利。同年7月21日のカール・ウイリアムス戦では、豪快な左フックでウイリアムスをロープまで吹っ飛ばして倒し、1RTKO勝利する。
しかし次戦、タイソンは同年11月18日に決定していたドノバン・ラドックとのタイトルマッチを急にキャンセルするなどゴタゴタが続き、1990年2月11日に日本の東京ドームでジェームス・ダグラスと対戦するために来日、日本で2度目のタイトルマッチとなった。（参照「マイク・タイソン 対 ジェームス・ダグラス戦」）
世界中がタイソンのKO勝利を確信し（ラスベガスのミラージュの賭け率では、タイソン勝利が42対1）、もはや計画されていた、イベンダー・ホリフィールド戦に向けての調整試合程度とみなされていた。しかし、日本に来たタイソンの調子にトレーニング中から異変が感じられた。動きに精彩がなく、練習のスパーリング中にダウンを喫してしまう。
果たして試合が始まると、タイソンは、いつもの相手の懐に入り込むステップインや、体を振るスタミナが感じられず、30cmのリーチ差を活かしたダグラスの攻撃に、一方的に捕まってしまう。しかし第8ラウンドが終わりかけたとき、タイソンの右アッパーが、ダグラスの顎を捕らえてダウンさせる。リングサイドのタイムキーパーがカウントを数えると、10カウントでダグラスは立てなかった。しかし、レフリーがカウントを取り始めるのが遅かった（実質13秒間のロングカウント）ために、KOにならず第8ラウンドが終了してしまう。危険を脱したダグラスは、第10ラウンド、コンビネーションパンチでタイソンを捕らえてノックアウト、ダグラス勝利となった。これがタイソンのプロキャリアにおける初黒星となる。タイソン陣営は試合後、レフリーのスローカウントに対して抗議したが、結果は覆らなかった。
レイプ事件により収監
1990年12月9日、ケーブルテレビ局のShowtimeと1億2千万ドルで8試合から10試合の長期大型ペイ・パー・ビュー契約を締結したことを発表。
1991年、強豪ドノバン・ラドックとの2連勝の後、タイソンは同年11月8日に対戦することで正式決定していたイベンダー・ホリフィールドとの試合を、トレーニング中に肋軟骨を痛めたとしてキャンセル。乱れた生活を送っていたタイソンは、18歳のディズィリー・ワシントンをホテルの一室でレイプしたとして1991年7月に逮捕され、1992年3月26日に有罪判決を宣告され刑務所へと収監された。6年の懲役刑を言い渡されたが、3年間服役後の1995年3月25日に仮釈放される。なお、服役中にイスラム教に改宗し、マリク・アブドゥル・アシスという名を持った。服役中に女性看守を妊娠させたが、女性は出産には至らなかった。
1995年8月19日に無名のピーター・マクニーリーと復帰戦を行い勝利するが、25歳というアスリートとしてこれからという時期に、約4年のブランクを作ってしまったタイソンは、出所後は以前の攻防のバランスの取れたボクシングは崩れ、ただハードパンチに頼るボクサーとなってしまった。
王者返り咲きも陥落
仮釈放から翌年の1996年3月16日、フランク・ブルーノを3RKOで破り、WBC世界ヘビー級王座を再度獲得し、世界王者へと復権するが、レノックス・ルイスとの対戦を避けたためWBC王座を剥奪される。同年9月7日、ブルース・セルドン を1RTKOで破り、WBA世界ヘビー級タイトルを獲得。再び王者になったが、11月9日にイベンダー・ホリフィールド とWBA王座を掛けて対戦。30歳のタイソンに対して、ホリフィールドは34歳で、なおかつマイケル・モーラーに判定で敗れ、レイ・マーサーにも苦戦し、リディック・ボウにもTKO負けを喫していたことから、全盛期を過ぎたと見なされており、賭け率でも8対1とタイソン圧倒的有利の下馬評で、50名近いボクシング記者による試合前の勝利者予想でも、ホリフィールドが勝つと予想したのはわずか1人だけであった 。しかし、結果タイソンはホリフィールドに11ラウンドTKOで敗れ、WBA王座から陥落した。
耳噛み事件
翌年6月28日に行われたダイレクトリマッチでは、ホリフィールドのWBA世界ヘビー級王座に挑戦するが、耳噛み事件（雑誌等で世紀の噛み付きとも称された）を起こし、右耳を噛んだ1回目の耳噛みは、反則として2ポイント減点されて試合続行されるが、2回目の左耳を噛みちぎった耳噛みにより3R終了時に失格負けとなった。それでも怒り狂ったタイソンがホリフィールド陣営に殴りかかったことで、リング上は大混乱となり、耳噛みについては、ホリフィールドが頭突きを繰り返したことに対する報復だとした。この反則行為により、タイソンは3000万ドルのファイトマネーから300万ドルの罰金と、1998年10月18日に再交付が認められるまで約1年3か月間のライセンス停止処分を受けた。後年、ホリフィールドとはこの件に関しては和解しておりカメラの前で当時の事を冗談交じりに語り合う姿が写し出されている。
1997年4月、小児科医で、共和党の政治家マイケル・スティールの妹であるモニカ・ターナーと結婚（2003年離婚）。
1998年3月5日、数千万ドルを搾取されたとして、ドン・キングに対して1億ドルの訴訟を起こした。
ライセンス停止期間中の1998年3月29日にプロレス団体WWEのレッスルマニアXIVにレフェリーとして出場。共闘したヒール役のショーン・マイケルズを殴打してノックアウトした。タイソンには試合のギャランティーとして300万ドルが支払われた。
暴行事件により収監、リング内外で荒れるタイソン
1999年1月16日にフランソワ・ボタ戦で復帰するも、1R終了間際にボタの左腕を抱えて捻り上げる反則行為を行った上に、1Rが終了したためレフェリーが両者の間に割って入るもそれを無視してそのまま腕を離さずボタを殴り、これにボタが殴り返したことで両陣営がリングになだれ込む乱闘騒ぎを起こした。タイソンはその後もこの左腕を捻り上げる反則行為を何度も繰り返して反則の減点を取られるが、試合は5R終了間際にKOで勝利する。しかし試合終了までのジャッジは3者共に（36–40、36–40、36–39）とボタの一方的なリードと採点しており、格下のボタを相手に衰えをみせた形となった。荒れた試合だったが、最後のパンチで倒れ込んだボタを気遣ったり、試合後は抱擁して健闘を称え合う姿も見せている。タイソンはこの時、試合前及び試合中に暴言を投げかけたことについて後悔していると伝えた。ボタは試合後に、「みんなタイソンを獣（けだもの）のようだと思っているが、そんなに悪い奴じゃない。彼の周囲に悪い連中がたくさんいるんだ」と語っている。
1999年2月5日、タイソンは前年の8月に3台の自動車事故に巻き込まれたときに、62歳の運転手を殴り、もう1人の運転手の股間を蹴り上げたとして、1年の懲役刑を言い渡され、4ヶ月間服役後の6月に仮釈放される。同年10月23日、オーリン・ノリスとの試合では、タイソンは1R終了のゴングが鳴った後のパンチでノリスをダウンさせる反則を犯し2ポイントの減点を課せられ、ノリスがこのダウンで膝を負傷して試合続行不能となったため、ノーコンテストとなった。
2000年6月24日、ルー・サバリーゼに1RにレフェリーストップでTKO勝ちするが、その際に試合を止めるために両者の間に割って入ったレフェリーを殴ったとして、187,500ドルの罰金を科された。同年10月20日、アンドリュー・ゴロタが2回終了時に戦意喪失し、セコンドが必死に制止するも自ら試合を放棄（試合後に左頬の骨折、脳震盪が判明する）したためTKO勝利となるが、タイソンは試合前の尿検査を拒否していたために3ヶ月間の出場停止処分を受け、さらにその後、タイソンの試合後の尿検査から大麻の陽性反応が検出されたことで、試合結果がノーコンテストに変更された。
2002年4月6日、ネバダ州ラスベガスでレノックス・ルイスと対戦することが決定していたが、1月22日にニューヨークで行われた公開記者会見のステージ上で、タイソンがいきなり足早に歩み寄って、ルイスに襲いかかろうとするも、ボディーガードに阻止されるとタイソンはそのボディーガードに向かって殴りかかり、そこからタイソンとルイスがパンチを放ち合い床に転がり取っ組み合いになると両陣営が入り乱れた大乱闘に発展した。タイソンは乱闘が一段落すると、ステージの先頭に立ち、記者席にいたルイスの母親か女性フォトグラファーに向かって股間を掴みながら下品な罵り言葉を発し、そして、ある記者の「タイソンには拘束衣を着せるべきだ」との言葉を聞きつけると、その記者に向かって差別用語や卑俗な言葉を浴びせ悪態をついた。この乱闘に巻き込まれ、歯を折った上にテーブルに頭をぶつけて失神したWBC会長ホセ・スレイマンは、タイソンにつばを吐きかけられ殺すと脅されたとして、後にタイソンとルイスを相手取り、5600万ドルの訴訟を起こした。また、タイソンは乱闘の最中にルイスの太ももに噛み付いたことを認め、335,000ドルの罰金を支払っている。この乱闘によりネバダ州アスレチック・コミッションはタイソンへのボクシングライセンス交付を拒否、このため試合は延期となり、他の州のアスレチック・コミッションにもライセンス交付を拒否されるも、最終的にテネシー州メンフィスで開催されることとなった。
2002年6月8日、35歳でレノックス・ルイスの持つWBC、IBF、IBO世界ヘビー級王座に挑戦。タイソンの衰えは顕著で一方的な試合となり8RKO負け。
2003年2月22日、顔面に刺青を入れた姿でリング初登場し、クリフォード・エティエンヌにKO勝利。この後レノックス・ルイスから再戦のオファーを受けるが、タイソンは再戦を断っている。6月、暴行容疑で再度逮捕。7月、ドン・キングのボディーガードからタイソンに殴られ顔を骨折したとして訴えられる。8月2日、米連邦裁判所に破産を申請。
2004年4月15日、K-1の試合出場契約を結ぶ。日本国内でのプロモート契約であるが、レイプと薬物犯罪者という理由で日本に入国できなかったため、アメリカ合衆国での試合開催も検討されるが実現しなかった。7月30日、ダニー・ウィリアムズと対戦。賭け率では9対1とタイソンは圧倒的有利だったが、1ラウンド中盤で左膝の靭帯断裂。その怪我が響き、4ラウンドKO負け。2004年12月、器物損壊容疑で逮捕。
事実上の引退
2005年6月11日、前回の試合で傷めた膝を手術し復帰。無名のケビン・マクブライドを相手に戦うも、動きに精彩を欠き、6ラウンド終了後棄権しTKO負け。タイソンは2008年制作のドキュメンタリー番組でこの試合について、「金のためだけに戦った、勝てると思っていなかった」「体調不良でありボクシングに真剣に取り組むことにうんざりしていた」など語っている。試合後のリング上でのインタビューで「もう再び戦うつもりはない、もう戦うガッツも勇気もない」と、引退を示唆した。正式な引退発表はしなかったが、結局はこれが最後の試合となり、1985年のプロデビューから2005年まで丸20年のプロキャリアに終止符を打った。

### 引退後

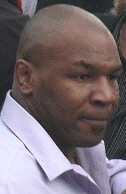
2008年、カンヌ国際映画祭にて

2006年3月18日、総合格闘技団体「WCFC」でレフェリーを務めた。
2006年4月3日、中華人民共和国の毛主席記念堂を訪問する。服役中に読んだ毛沢東を崇拝するタイソンの右腕には毛沢東の入れ墨も彫られている。
2006年8月、ラスベガスのアラジン・ホテルで、ランチタイムにビュッフェレストランの脇に設置されたリングで「タイソンズ・トレーニング・キャンプ」と題した、ミット打ちなどのトレーニング風景を披露する定期余興を行う。
2006年10月20日、元スパーリングパートナーのコーリー・サンダースと4ラウンドのエキシビション試合で対戦。試合は、サンダースはヘッドギアを着用したが、タイソンはヘッドギアを着用せずに行われた。当初は「マイク・タイソン・ワールド・ツアー」と称され、世界中を回るツアーを行うとしていたが、この1試合で終了している。
2006年12月29日、自動車でナイトクラブから帰宅する途中にパトカーと衝突しかけた折りに取り調べを受けた際、麻薬影響下の運転およびコカイン所持（再犯）が発覚したことにより逮捕された。逮捕時にタイソンはコカインを常用しており中毒であると認めた。2007年11月19日、禁錮1日と執行猶予3年の判決。
2008年5月16日、ジェームズ・トバック監督によるドキュメンタリー“マイク・タイソン THE MOVIE”が第61回カンヌ国際映画祭のある視点部門で上映された。同日行われた記者会見では、タイソン本人が作品の題材となった自らの人生について語った。
2009年6月6日、ラキハ・スパイサーと3度目の結婚。式は内輪で挙げた。11月11日、ロサンゼルス国際空港で自分と家族の写真を撮ろうとしたカメラマンともみ合いになり暴行をした疑いで逮捕されたが、その後証拠不十分のため不起訴処分となった。
2010年1月11日、WWEに再登場し、RAWでヒールのクリス・ジェリコと組み、因縁の残るD-ジェネレーションXのショーン・マイケルズ、トリプルH組と対戦。タイソンはパートナーのクリス・ジェリコを裏切って殴打し、ノックアウトした。
2010年7月2日、メッカ巡礼のためサウジアラビア入りをする。
2011年3月6日、アニマルプラネットでタイソン主演のリアリティ番組「マイク・タイソンと鳩レース」放送開始。この番組は話題を呼び、2014年からは大人向けのアニメチャンネルでタイソンと鳩を主人公にしたアニメ「Mike Tyson Mysteries」が放送された。
2011年6月12日、国際ボクシング殿堂への殿堂入りを果たす。
2012年3月31日、プロレス団体WWEの『レッスルマニアXIV』のメインイベントにて特別レフェリーを務めた経緯から、WWE殿堂に迎えられた。
2012年8月、ラスベガスでスタンダップコメディのワンマンショーを行う。スパイク・リーとのコラボレーションでブロードウェイ・シアターでも公演を行った。2013年2月から「Mike Tyson: Undisputed Truth」と題した、スタンダップコメディの公演で36都市を回る全米ツアーを行う。
2013年8月、記者会見において「俺は死にたくない。俺は悪質なアルコール依存症で死にかけている」と告白。11月12日、自叙伝「Undisputed Truth」を出版。同書の日本語訳は2014年7月18日、「マイク・タイソン自伝　真相」のタイトルで出版されている。
2013年9月、FOXスポーツ1で全6回のドキュメンタリー「BEING MIKE TYSON」が放送された。同番組は、イベンダー・ホリフィールド、ジム・ブラウン、モハメド・アリ、総合格闘技団体UFCとの交流、若手ボクサー指導やブロードウェイ挑戦の模様などを撮影したものである。
2015年12月に香港をはじめ世界で公開されたドニー・イェン主演の人気映画シリーズ「イップ・マン 序章」「イップ・マン 葉問」に続くパート3「イップ・マン 継承」に出演、劇中ドニー・イェンとのアクションを披露した。映画はアジアの国々で大ヒットとなった。
2017年11月9日、アクション映画の授賞式に出席する予定だったチリで犯罪歴を理由に出入国管理法違反で入国を禁じられる。2012年にはニュージランドで入国ビザが下りず、2013年にはイギリスでも入国拒否をされている。
2018年1月、大麻が合法化されたカリフォルニア州で40エーカーの土地を購入して大麻農園「タイソン農園」を開いた。2019年5月には世界アンチ・ドーピング機関に対して、大麻の主成分であるテトラヒドロカンナビノール（THC）を禁止薬物から除外するよう求める嘆願書に150人以上のスポーツ選手と共に署名し提出した。
エキシビションで復帰
2020年4月24日、ラッパーT.I.とのインスタグラムのライブ配信で、「トレーニングをしてリングに上がろうとしてるんだ。チャリティーのために、3、4ラウンドのエキシビションのボクシングをやるための身体を作ってるのさ。チャリティー・エキシビションで金を稼いで、ホームレスや俺みたいな薬物中毒野郎を助けてやるんだ」と語った。5月12日、ミット打ちを行うトレーニング動画を自身のインスタグラムで公開。動画の最後で「俺は戻ってきた」と述べ、復帰を示唆した。
2020年6月20日、インスタグラムのライブ配信で、「いいか聞いてくれ。UFCはボクシングよりも人気があって、テレビ視聴率もより高いよな？ でもUFCの選手は（ボクシングの）ファーストクラスの選手より裕福になることはない。1億ドルを稼ぐために、コナー・マクレガーはフロイド・メイウェザー・ジュニアと戦わなければならなかった。（UFC世界ライトヘビー級王者）ジョン・ジョーンズはスーパーマネーを稼ぎたいなら、俺と戦わなければならない」と語った。これにジョーンズはインスタグラムで「（ボクシングの）対戦が終わった後に、オクタゴンでリアルファイトをしてくれると約束をしてくれるなら、あなたとリングでボクシングをします。あなたをとても尊敬しているので、あなたを壊すことはないと約束します」と返事をした。この他にも、タイソン自身が「素晴らしい試合になる」とイベンダー・ホリフィールド戦を示唆したり、ベアナックル・ボクシングの団体BKFCがタイソンに2000万ドル（約21億円）でヴァンダレイ・シウバとの試合オファーを出したり、タイソン・フューリーがESPNから1000万ドル（約11億円）でタイソン戦のオファーを受けたことを明かすなどした。
2020年5月27日、プロレス団体オール・エリート・レスリングに出場。10年前にタイソンがWWEで裏切ってノックアウトした因縁の相手クリス・ジェリコと挑発合戦を展開した。
2020年7月23日、ファイター、野球選手、バスケットボール選手、サッカー選手等の最盛期を過ぎたスポーツ選手の参戦がコンセプトのボクシングリーグ「レジェンド・オンリー・リーグ」をエロス・イノベーションのソフィー・ワッツと共同で設立し、アプリケーション会社Trillerと提携。レジェンド・オンリー・リーグが主催する同年9月12日の興行で、元4階級制覇のロイ・ジョーンズ・ジュニアを相手にエキシビションマッチを行うことを発表。その翌日にはタイソンが大麻を吸いながら契約書にサインする映像が公開された。試合の報酬について、ジョーンズ・ジュニアはペイ・パー・ビューの売り上げが好調であれば自身の報酬は1000万ドル（約11億円）に到達すると語り、タイソンは自身の報酬は全て慈善団体に寄付すると語ったが、タイソンの代理人は寄付の金額は試合後に決められるとした。
2020年8月11日にロイ・ジョーンズ・ジュニアとのエキシビションマッチが9月12日から11月28日に延期されることが発表された。
vs ロイ・ジョーンズ・ジュニア
2020年11月29日、カリフォルニア州のステイプルズ・センターにてロイ・ジョーンズ・ジュニアと対戦。タイソンが54歳でジョーンズ・ジュニアも52歳と両者ともに高齢のため安全対策が取られ、通常の1ラウンド3分から1ラウンド2分に短縮され、通常ヘビー級で使用される10オンスのグローブではなく12オンスのグローブを使用する特別ルールの、8回戦のエキシビジョンマッチで対戦し、8回を終わっても決着が付かず、WBCが選んだ元世界王者による3人の非公式ジャッジが、チャド・ドーソン（76–76）、クリスティ・マーチン（79–73）、ビニー・パジェンサ（76–80）と判定したことで、1-1の判定ドローとなった。WBCがこの試合のために特別に制作した、中央部にブラック・ライヴズ・マターの文字が刻印されたフロントライン・バトル・ベルトが両者に贈られた。またタイソンは、試合前にマリファナ（大麻）使用（カリフォルニア州は娯楽目的の大麻使用が合法化されている）を告白していたが、そのためドーピング検査からマリファナ（大麻）が除外され、タイソンは試合当日にもマリファナを使用してリングに上った。尚、この試合のタイソンのトレーナーには元総合格闘家のハファエル・コルデイロが就いた。
2021年3月18日、自身のポッドキャスト「Hotboxin」で復帰第二戦を5月29日か5月31日に行うと発表した。しかし3月21日に自身のInstagramで「私は次のイベントのための契約をTrillerと交わしていません。私はレジェンド・オンリー・リーグの共同経営者です。私が今後、イベントやビジネスをTrillerと行うことは決してありません」とTrillerとの決別を宣言すると、これに対してTrillerが2023年11月28日までのタイソンのイベントの先買権を所有していると主張する法的書簡を関係各所に送付したことで両者間で契約問題のこじれが生じていることが発覚した。その後、タイソンは「私とイベンダー・ホリフィールドは近いうちに実現すると思う」と発言しつつも「プロモーターは必要ない」とTrillerとのトラブルが解決していないことを示唆。復帰第二戦の対戦相手としてイベンダー・ホリフィールドと交渉していたがTrillerとの契約問題などから交渉が頓挫したことで、ホリフィールドはケビン・マクブライドと対戦することになったとが報じられた。その後、タイソンとジョーンズの両者がファイトマネーが全額支払われていないと主張したが、Trillerのライアン・カヴァノーは、2500万ドル（約27億円）をタイソン側に支払った銀行の証明書があると声明を出し、タイソンの次のエキシビション試合の権利をTrillerが保有していると主張した。

### 公式戦で復帰、vs ジェイク・ポール
2022年1月23日、UFC代表ダナ・ホワイトと一緒にポッドキャスト番組にゲスト出演。番組の中でタイソンは、最低保証1,000万ともいわれるファイトマネーをTrillerからまだ全額支払いを受けていないと訴え、タイソンが自身のポッドキャストで対戦したいと話したことで、対戦交渉中と報道されていた人気YouTuberジェイク・ポールとの試合も、タイミングを失ったため興味がなくなったと明かした。そして、ホワイトからタイソンが試合をするのをもう見たくないと言われると、「俺ももう試合をするとは思わないけど、先のことはどうなるかわからないよ」と答えた。
2022年4月18日、ロイ・ジョーンズ・ジュニアと対戦した復帰戦は当初はロイ・ジョーンズとではなくボブ・サップと対戦予定だったことを明かした。
2022年6月17日、ジミー・キンメル・ライブ!に出演した際に、司会のジミー・キンメルからジェイク・ポールとの対戦について聞かれ「非常に興味深いよ、全て可能だ、でも今年中に実現しないとな、今年中だ」と対戦を希望した。
2024年3月7日、7月20日にテキサス州アーリントンのAT&Tスタジアムでジェイクとタイソンの試合が行われることが決定し、Netflixにより全世界にライブ配信されることがジェイクが主宰するモスト・バリュアブル・プロモーションズにより発表された。このイベントはNetflixにとって、F1ドライバーとプロゴルファーがペアを組んでゴルフで対戦した『Netflixカップ』、ラファエル・ナダルとカルロス・アルカラスがエキシビションで対戦した『Netflixスラム』に続く、3つ目のライブスポーツイベントとなる。
2024年4月29日、試合がエキシビションではなくテキサス州アスレチックコミッションから認可を受けたプロボクシングの公式戦として行われ、2分8ラウンドで、14オンスグローブ（通常は10オンス）を使用するルールで行われることが発表された。
2024年5月26日にタイソンが航空機内で持病の腫瘍の再発により嘔吐やめまいを起こし到着後に救急手当を受け、それに伴い5月31日に試合の延期が発表された。6月8日、改めて11月15日に開催されることが発表された。
2024年11月15日、テキサス州アーリントンのAT&Tスタジアムでジェイク・ポールと対戦。初回から3回まではアグレッシブに攻める場面が見られたが、4回からタイソンはほとんど手を出さず、一方ジェイクは要所でパンチをヒットさせてはいたが最後までダウンを奪うことはできず凡戦となり、結果8回を戦い抜きタイソンは0-3（72-80、73-79×2）の判定負けを喫した。なお、タイソンは試合を通して合計97発のパンチしか放たず、そのうちヒットしたのはわずか18発だった。
ファイトマネーは過去最高の31億円＋出来高となった。
- 試合の反応
  - テレンス・クロフォード「私はマイク・タイソンを愛しているが、人々は彼を持ち上げ過ぎだ。彼の試合ぶりは酷かった。あれだけ長い間トレーニングして、試合全体で97発しかパンチを打たなかったことはおかしい。ただ彼が試合で怪我しなかったことを嬉しく思う」[105]
  - コナー・マクレガー「スパーリンググローブを着けた16分間のスパーリング。クソ食らえ」[106]
  - トニー・ベリュー「この馬鹿なガキ（ジェイク）は好きじゃないが、これだけは言わせてくれ。奴は途中でマイクを殴るのを躊躇して、マイクが生き残るよう敬意と尊厳を示したんだ」[106]
  - マジック・ジョンソン「途中で観てられなくなった。マイク・タイソンの試合は全部観に行っていたから、こんな姿を見るのは悲しい。今夜の試合はボクシングにとって素晴らしいものではなかった」[106]
  - スティーブン・A・スミス「これまでも、そしてこれからもマイク・タイソンが大好きだ。とはいえ58歳は58歳。彼の足はもう機能していなかった。彼がノックアウトされなかったことを感謝する。今こそジェイクをトップ10のボクサー、いや、チャンピオンと戦わせるときが来た。バスケットボール選手、総合格闘家、老人と戦うのはもう十分だ。彼が本物の戦いに挑む時が来た。彼はもう十分に強い！実現させてくれ」[107]
  - ライアン・ガルシア「この試合につけるポイントなど無かった」[107]
  - 青木真也「60前のおじいちゃんが〝ガチンコ〟をやっていいわけないだろ」「倫理やモラルが、資本主義の中で埋没しているのがつらかった」「ボクシングですら、このエンタメや数字ありきの風潮に耐えきれなくなってるってことだよね」[108]

## 評価
1998年にリングマガジンが発表した「史上最高のヘビー級（The Greatest Heavyweights of All-Time）」では14位にランキングされている。同じくリングマガジンが2002年に発表した「過去80年間のベストファイター80（the 80 Best Fighters of the Last 80 Years）」では72位にランキングされている。同じくリングマガジンが2003年に発表した「史上最高のパンチャー100（100 greatest punchers of all time）」では16位にランキングされている。

## 人物

### アリとの関係
ボクシングにおける「時代を超えた夢の対決」としてファンの間で語り草になっているのがタイソンとモハメド・アリであり、1989年のテレビ番組でタイソンはアリと初対面を果たしている。この際「アリとタイソン、全盛期同士ならどちらが勝つ？」という質問に、アリは「もし彼が私を捕らえたら私は眠ってしまうだろう」「彼は真の王者だ」と答え、タイソンは「俺は自惚れする生意気だが、この状況では、全ての頭は彼にお辞儀をし、全ての口は彼を"史上最高"だと告白しなければならない」とアリに敬意を表した。また、タイソンは「アリのようなファイターは他にいない。彼はモデルのように美しい見た目だったが、リング上では獰猛だった。まるで美しい見た目をしたティラノサウルスのようだ。私なんかが彼に勝てるわけがない。絶対に有り得ない」と語り、フロイド・メイウェザー・ジュニアが自分はアリよりも偉大だという旨の発言をした際には、タイソンは「奴は妄想的だ。"偉大"という言葉は自己保身のために使うものではない。これは人々から受け入れられるものだ。奴は一人で子供達を学校へ連れて行くことさえできない。小さな臆病な男だ」と怒りを露わにした。

### レノックス・ルイスとの初対面
レノックス・ルイスは2019年にジョー・ローガンのポッドキャストで、タイソンと初めて出会ったのが18歳の時だった（タイソンは当時17歳）と振り返っている。当時、ルイスはカナダ代表としてドミニカ共和国のサントドミンゴで行われた世界ジュニア選手権で優勝し、この際に居合わせたアメリカ代表チームから「お前はまだ最強の男と戦っていない」と言われたため、ルイスが「アメリカは最強のチームを連れてきてないのか？」と尋ねたところ「その男とトレーナーは飛行機に乗るのが苦手だからここに来ていないんだ。彼らの名はマイク・タイソンとカス・ダマトだ」と答えた。その後、ルイスはタイソンとダマトの住むニューヨーク州キャッツキルに向かい、17歳のタイソンと初対面を果たし3日間スパーリングを行った。ルイスはタイソンの第一印象として「彼はとてもいい人だった」と振り返っているが、いざスパーリングが始まると豹変し殺す気でパンチを打ってきたという。また、スパーリングの際にタイソンのトレーナーで養父でもあったダマトが「マイク！お前はいずれ彼（ルイス）と戦うことになるんだ！しっかりしろ！」とタイソンに向かって叱咤していたといい、実際にルイスとタイソンは2002年に対戦している。

### その他
- かつて日本テレビ系で放送されていた『クイズ世界はSHOW by ショーバイ!!』にゲストとして出演したことがある。
- 1987年に元々は景品用だったファミコンのゲームソフト、『パンチアウト!!』を、日本国内ではタイソン自身がゲーム中に出てくる『マイクタイソン・パンチアウト!!』として一般販売された。CMやパッケージにもタイソンが起用されていたが、肖像権や数々の不祥事によりバーチャルコンソール等で移植される際、同じ動きながら別キャラクターのMr.Dreamに差し替えられた、海外再販版になっている。
- 1990年に試合で来日した際、練習の合間に飯田橋のレンタルビデオショップへ行くと、千葉真一の出演作品を上機嫌で借りていた[115]。
- 『ストリートファイターII』に登場しているマイク・バイソン（MIKE BISON、M.BISON）は彼がモデルとなっているが、海外版では肖像権等の影響で名前のみバルログ（BALROG）に変更されている。
- 『ドラゴンボール』に登場している武天老師の欧米での名前であるM.ROSHIは彼の名字がモデルとなっているが、こちらのMはMASTERの略字である。
- 2009年に娘を事故で失い、そのショックから立ち直り人生を変えるため、肉食を絶ちヴィーガン（菜食主義）になっていたが、2013年にヴィーガンをやめ鶏肉を食べていると語っている。
- 自叙伝「Undisputed Truth」の中で、現役時代に試合前に禁止薬物を服用し、薬物使用の発覚を逃れるために偽物の性器と他人の尿を使って薬物検査をパスしていた事を明かした。11歳の時に初めてコカインを使用して、プロボクシングデビュー時は薬物を一時的にやめていたが再び薬物に手を出し、2002年1月のレノックス・ルイスとの会見での乱闘騒ぎや、2004年にダニー・ウィリアムズに敗れた試合でも、直前まで薬物を使用し、「完全なコカイン中毒だった」と語っている[116][117][118]。
- UFC代表のダナ・ホワイトと親交があり、計量会場やリングサイドによく出没している[119]。ダナ・ホワイトに悪戯したりもする[120]。
- PS4/Xbox One対応ゲームソフト『EA SPORTS UFC 2』に非MMA選手ながら予約特典として登場。通常の購入の場合は、キャリアモードを殿堂入りしてクリアすることにより、全盛期のタイソンと現在のタイソンを使用することができる。テイクダウンやサブミッションを使用できないという特殊なキャラクターで、圧倒的なパンチスピードと破壊力抜群のパンチを誇る。
- 2016年アメリカ合衆国大統領選挙では、右派のドナルド・トランプ（共和党）を支持した[121]。
- 顔面のトライバル柄の入れ墨は、2003年2月22日のクリフォード・エティエンヌ戦の数日前に思い立ち入れたものだが、タイソン本人は当初は顔面にハート型の入れ墨を彫ろうとしていたが、彫師に思い止まるように言われ、代わりに提案されたトライバル柄をタイソンも気に入り彫ったものである[122]。
- ローガン・ポールや自身の試合の前座に出場したジェイク・ポールなどのYouTuberがボクシングへ進出することに対して批判が少なくない中、タイソンは、ボクシングが「お爺ちゃんのお気に入りのスポーツ」とされることがあるほどファン層の偏りが見られるためボクシングの将来の成長のためにファンの多様化は重要とされている背景もあり、「YouTubeスターはボクシングを大いに助けている。ボクシングはYouTuberボクサーたちに敬意を払う必要があるくらいの恩がある。こいつらはボクシングを活性化させてくれてるんだ。ボクシングはほとんど死にかけているスポーツだった。UFCが俺たちを打ち負かしていたのさ。今YouTubeボクサーたちを手に入れ、ボクシングは戻って来ている。YouTubeボクサーたちに感謝だ」と称賛している[123]。
- 自著『真相　マイク・タイソン自伝』にはセックス、ドラッグ、アルコールなど現役時代の無軌道な生活ぶりの数々が描写されている。カス・ダマトが死去した翌年には一度に300万ドルを使って宝飾品を買い、街ですれ違った女性までもその場ですぐにベッドに連れ込み、誕生日にはホテルに20近い寝室を用意させた。レイプ事件を受けての刑務所暮らしですらも、所内で恐喝を行ったり、面会に来たファンの女性とセックスを行ったり、獄中でイスラム教に改宗したにもかかわらず儀式直後に聖歌隊の少女を籠絡したりとやりたい放題であった[124]。

## 私生活
最初の妻ロビン・ギヴンズとの結婚生活は、1988年2月7日に結婚してから1989年2月14日に離婚するまでわずか1年しか続かなかった。1988年9月にタイソンと一緒に出演したテレビ番組でギヴンズが、タイソンとの結婚生活は「生き地獄、純粋な地獄」と訴えたことで早くも夫婦間の軋轢が表面化すると、ギヴンズはさらに、タイソンから暴力や虐待を受けている、タイソンは躁うつ病であるなどと主張し、離婚を申し立てた。一方のタイソンも後に暴力を振るっていたことは認めるが、ギヴンズは財産目的で結婚したのであり、妊娠をしたと嘘をつかれたとして、結婚の無効を主張した。
2人目の妻モニカ・ターナーとの結婚生活は、1997年4月19日から2003年1月14日まで続いた。ターナーが2002年1月に、5年間の間に浮気をされたとして離婚を申請した。
2009年5月26日、4歳の娘が事故で死去する。自宅のプレイルームでトレッドミルのコードが首に巻きついて意識を失っている状態で発見され、母親が救急車を呼び病院に運ばれるが、翌日に亡くなった。
娘の死去からわずか11日後の2009年6月6日に、死去した娘の母親とは別の長年付き合っていた女性ラキハ・スパイサーと結婚した。
タイソンはレイプ事件で有罪判決を下された際に、裁判官から命じられて精神鑑定を受け、双極性障害と医師から診断されている。
2011年3月に、酒や薬物を絶った生活を送っており、ヴィーガンダイエットなどで生活が改善していると語っていたが、2013年8月に、「ここ数年断酒していると話してきたけれど嘘だった」「しらふで生活したい。死にたくない。重度のアルコール中毒であるため、死の淵にいる」「6日間、アルコールも薬物も摂取していない。これは自分にとって奇跡」と述べ、薬物とアルコールの中毒で命が危ぶまれている状態であると公表した。その後2013年12月には、規則正しい生活を送り依存症克服のため12ステップのプログラムに通っていると語っているが、ヴィーガンについては、「4年間ヴィーガンだったがもうそうではない、時々鶏肉を食べている」とヴィーガンは止めたと語った。
うつ病で自殺願望があった時にマジックマッシュルーム（シロシビン）などの幻覚剤を使用して症状が改善し命を救われたと語っている。またヒキガエルの分泌物（5-メトキシ-N,N-ジメチルトリプタミン）を使用したところ薬物依存やアルコール依存が改善して人生観が変わったと語っている。
2022年4月20日、サンフランシスコからフロリダに向かうジェットブルーの航空機内で、タイソンに水をかけるなど嫌がらせをする男性客にタイソンは繰り返し殴りかかったが、刑事告訴はされなかった。

## アイアン・マイク・プロモーションズ
2012年1月にプロモーターのギャリー・ジョナスがアクウェインティ・スポーツというボクシングプロモーションを設立。
2013年8月にジョナスがタイソンと共同経営の契約を結び、プロモーション名をアイアン・マイク・プロモーションズに変更。
2014年11月以降興行を主催しておらず活動を停止した。
主な元所属選手
- アルヘニス・メンデス（元IBF世界スーパーフェザー級王者）
- ファン・カルロス・パヤノ（元WBAスーパー・IBO世界バンタム級王者）

## 日本の格闘技団体等との関係
- タイソンのネームバリューを狙った、K-1やPRIDEなどの日本の格闘技団体がタイソン招聘を望んでいた。
- 2003年8月15日、K-1 WORLD GP 2003 in LAS VEGASではボブ・サップがキモとの試合後に、リングサイドで観戦していたタイソンがリングに入り込んだ事で、サップが殴りかかり「Tyson, you're next!!（タイソン、次はお前だ！）」と挑発。タイソンが「Sign the contract big boy.（契約書にサインしな、デカい坊や）」と返答したことからサップとの対戦が行われるのではと期待を煽ったが、高額なファイトマネーや、タイソンの犯罪歴による入国不可問題により、対戦は実現しなかった。サップは当初から対戦が頓挫すると予想していたが、これ以来タイソンとサップは共に食事に出かけるなど友人関係を築き上げている[140]。

## 戦績
- プロボクシング：59戦 50勝 (44KO) 7敗 2無効試合

| 戦           | 日付           | 勝敗 | 時間    | 内容    | 対戦相手                   | 国籍             | 備考                                                            |
| ------------ | -------------- | ---- | ------- | ------- | -------------------------- | ---------------- | --------------------------------------------------------------- |
| 1            | 1985年3月6日   | ☆    | 1R 1:47 | TKO     | ヘクター・メルセデス       | アメリカ合衆国   | プロデビュー戦                                                  |
| 2            | 1985年4月10日  | ☆    | 1R      | TKO     | トレント・シングルトン     | アメリカ合衆国   |                                                                 |
| 3            | 1985年5月23日  | ☆    | 4R      | KO      | ドナルド・ハルビン         | アメリカ合衆国   |                                                                 |
| 4            | 1985年6月20日  | ☆    | 1R 0:39 | KO      | リッキー・スペイン         | アメリカ合衆国   |                                                                 |
| 5            | 1985年7月11日  | ☆    | 2R      | TKO     | ジョン・アンダーソン       | アメリカ合衆国   |                                                                 |
| 6            | 1985年7月19日  | ☆    | 3R 2:04 | KO      | ラリー・シムズ             | アメリカ合衆国   |                                                                 |
| 7            | 1985年8月15日  | ☆    | 1R 1:05 | KO      | ロレンゾ・キャナディ       | アメリカ合衆国   |                                                                 |
| 8            | 1985年9月5日   | ☆    | 1R 0:39 | KO      | マイケル・ジョンソン       | アメリカ合衆国   |                                                                 |
| 9            | 1985年10月9日  | ☆    | 1R 1:28 | TKO     | ドニー・ロング             | アメリカ合衆国   |                                                                 |
| 10           | 1985年10月25日 | ☆    | 1R 0:37 | TKO     | ロバート・コーリー         | アメリカ合衆国   |                                                                 |
| 11           | 1985年11月1日  | ☆    | 1R 0:54 | TKO     | スターリング・ベンジャミン | アメリカ合衆国   |                                                                 |
| 12           | 1985年11月13日 | ☆    | 1R 1:17 | KO      | エディ・リチャードソン     | アメリカ合衆国   |                                                                 |
| 13           | 1985年11月22日 | ☆    | 2R      | TKO     | コンロイ・ネルソン         | アメリカ合衆国   |                                                                 |
| 14           | 1985年12月16日 | ☆    | 1R 1:19 | TKO     | サミー・スカフ             | アメリカ合衆国   |                                                                 |
| 15           | 1985年12月27日 | ☆    | 1R 0:50 | TKO     | マーク・ヤング             | アメリカ合衆国   |                                                                 |
| 16           | 1986年1月11日  | ☆    | 1R 2:16 | TKO     | デビッド・ジャコ           | アメリカ合衆国   |                                                                 |
| 17           | 1986年1月24日  | ☆    | 5R 0:46 | TKO     | マイク・ジェームソン       | アメリカ合衆国   |                                                                 |
| 18           | 1986年2月16日  | ☆    | 6R 1:19 | TKO     | ジェシー・ファガーソン     | アメリカ合衆国   |                                                                 |
| 19           | 1986年3月10日  | ☆    | 3R 2:39 | KO      | スティーブ・ゾウスキー     | アメリカ合衆国   |                                                                 |
| 20           | 1986年5月3日   | ☆    | 10R     | 判定3-0 | ジェームス・ティリス       | アメリカ合衆国   |                                                                 |
| 21           | 1986年5月20日  | ☆    | 10R     | 判定3-0 | ミッチ・グリーン           | アメリカ合衆国   |                                                                 |
| 22           | 1986年6月13日  | ☆    | 1R      | TKO     | レジー・グロス             | アメリカ合衆国   |                                                                 |
| 23           | 1986年6月28日  | ☆    | 1R 2:03 | KO      | ウィリアム・ホシー         | アメリカ合衆国   |                                                                 |
| 24           | 1986年7月11日  | ☆    | 2R 1:43 | KO      | ロレンゾ・ボイド           | アメリカ合衆国   |                                                                 |
| 25           | 1986年7月26日  | ☆    | 1R 0:30 | KO      | マービス・フレージャー     | アメリカ合衆国   |                                                                 |
| 26           | 1986年8月17日  | ☆    | 10R     | TKO     | ホセ・リバルタ             | キューバ         |                                                                 |
| 27           | 1986年9月6日   | ☆    | 2R 1:41 | TKO     | アルフォンソ・ラトリフ     | アメリカ合衆国   |                                                                 |
| 28           | 1986年11月22日 | ☆    | 2R 2:35 | TKO     | トレバー・バービック       | カナダ           | WBC世界ヘビー級タイトルマッチ                                   |
| 29           | 1987年3月7日   | ☆    | 12R     | 判定3-0 | ジェームス・スミス         | アメリカ合衆国   | WBA・WBC世界ヘビー級王座統一戦 WBA獲得・WBC防衛1                |
| 30           | 1987年5月30日  | ☆    | 6R 2:00 | TKO     | ピンクロン・トーマス       | アメリカ合衆国   | WBA防衛1・WBC防衛2                                              |
| 31           | 1987年8月1日   | ☆    | 12R     | 判定3-0 | トニー・タッカー           | アメリカ合衆国   | WBC・WBA・IBF世界ヘビー級王座統一戦 WBA防衛2・WBC防衛3・IBF獲得 |
| 32           | 1987年10月16日 | ☆    | 7R 2:59 | TKO     | タイレル・ビッグス         | アメリカ合衆国   | WBA防衛3・WBC防衛4・IBF防衛1                                    |
| 33           | 1988年1月22日  | ☆    | 4R 2:55 | TKO     | ラリー・ホームズ           | アメリカ合衆国   | WBA防衛4・WBC防衛5・IBF防衛2                                    |
| 34           | 1988年3月21日  | ☆    | 2R 2:54 | TKO     | トニー・タッブス           | アメリカ合衆国   | WBA防衛5・WBC防衛6・IBF防衛3                                    |
| 35           | 1988年6月27日  | ☆    | 1R 1:31 | KO      | マイケル・スピンクス       | アメリカ合衆国   | WBA防衛6・WBC防衛7・IBF防衛4                                    |
| 36           | 1989年2月25日  | ☆    | 5R 2:55 | KO      | フランク・ブルーノ         | イギリス         | WBA防衛7・WBC防衛8・IBF防衛5                                    |
| 37           | 1989年7月21日  | ☆    | 1R 1:33 | TKO     | カール・ウィリアムス       | アメリカ合衆国   | WBA防衛8・WBC防衛9・IBF防衛6                                    |
| 38           | 1990年2月11日  | ★    | 10R     | KO      | ジェームス・ダグラス       | アメリカ合衆国   | WBA・WBC・IBF陥落                                               |
| 39           | 1990年6月16日  | ☆    | 1R 2:47 | KO      | ヘンリー・ティルマン       | アメリカ合衆国   |                                                                 |
| 40           | 1990年12月8日  | ☆    | 1R 2:27 | TKO     | アレックス・スチュワート   | アメリカ合衆国   |                                                                 |
| 41           | 1991年3月18日  | ☆    | 7R 2:22 | TKO     | ドノバン・ラドック         | アメリカ合衆国   |                                                                 |
| 42           | 1991年6月28日  | ☆    | 12R     | 判定3-0 | ドノバン・ラドック         | アメリカ合衆国   |                                                                 |
| 43           | 1995年8月19日  | ☆    | 1R      | 失格    | ピーター・マクニーリー     | アメリカ合衆国   |                                                                 |
| 44           | 1995年12月16日 | ☆    | 3R 2:32 | KO      | バスター・マシスJr         | アメリカ合衆国   |                                                                 |
| 45           | 1996年3月16日  | ☆    | 3R 0:50 | TKO     | フランク・ブルーノ         | イギリス         | WBC世界ヘビー級タイトルマッチ                                   |
| 46           | 1996年9月7日   | ☆    | 1R 1:49 | TKO     | ブルース・セルドン         | アメリカ合衆国   | WBA世界ヘビー級タイトルマッチ                                   |
| 47           | 1996年11月7日  | ★    | 11R     | TKO     | イベンダー・ホリフィールド | アメリカ合衆国   | WBA陥落                                                         |
| 48           | 1997年6月28日  | ★    | 3R      | 失格    | イベンダー・ホリフィールド | アメリカ合衆国   | WBA世界ヘビー級タイトルマッチ                                   |
| 49           | 1999年1月16日  | ☆    | 5R 2:59 | KO      | フランソワ・ボタ           | 南アフリカ共和国 |                                                                 |
| 50           | 1999年10月23日 | –    | 1R 3:00 | NC      | オーリン・ノリス           | アメリカ合衆国   |                                                                 |
| 51           | 2000年1月29日  | ☆    | 2R 1:03 | TKO     | ジュリアス・フランシス     | イギリス         |                                                                 |
| 52           | 2000年6月24日  | ☆    | 1R 0:38 | TKO     | ルー・サバリーゼ           | アメリカ合衆国   |                                                                 |
| 53           | 2000年10月20日 | –    | 2R      | NC      | アンドリュー・ゴロタ       | ポーランド       |                                                                 |
| 54           | 2001年10月13日 | ☆    | 7R      | TKO     | ブライアン・ニールセン     | デンマーク       |                                                                 |
| 55           | 2002年6月8日   | ★    | 8R 2:25 | KO      | レノックス・ルイス         | イギリス         | WBC・IBF・IBO世界ヘビー級タイトルマッチ                         |
| 56           | 2003年2月22日  | ☆    | 1R 0:49 | KO      | クリフォード・エティエンヌ | アメリカ合衆国   |                                                                 |
| 57           | 2004年7月30日  | ★    | 4R 2:51 | KO      | ダニー・ウィリアムズ       | イギリス         |                                                                 |
| 58           | 2005年6月11日  | ★    | 6R 3:00 | TKO     | ケビン・マクブライド       | アイルランド     |                                                                 |
| 59           | 2024年11月15日 | ★    | 8R      | 判定0-3 | ジェイク・ポール           | アメリカ合衆国   |                                                                 |
| テンプレート |                |      |         |         |                            |                  |                                                                 |

### エキシビション
| 戦           | 日付           | 勝敗 | 時間 | 内容    | 対戦相手                   | 国籍           | 備考 |
| ------------ | -------------- | ---- | ---- | ------- | -------------------------- | -------------- | ---- |
| 1            | 2006年10月20日 | –    | 4R   | –       | コーリー・サンダース       | アメリカ合衆国 |      |
| 2            | 2020年11月28日 | △    | 8R   | 判定1-1 | ロイ・ジョーンズ・ジュニア | アメリカ合衆国 |      |
| テンプレート |                |      |      |         |                            |                |      |

## 獲得タイトル
- WBC世界ヘビー級王座（防衛9）
- WBA世界ヘビー級王座（防衛8）
- IBF世界ヘビー級王座（防衛6）

### 主な表彰
- リングマガジン 「ファイター・オブ・ザ・イヤー」 1986年、1988年
- WWE殿堂 2012年

## ペイ・パー・ビュー売上げ
| 日付           | イベント                                          | 売上げ  |
| -------------- | ------------------------------------------------- | ------- |
| 1988年6月27日  | マイク・タイソン vs. マイケル・スピンクス         | 70万件  |
| 1991年3月18日  | マイク・タイソン vs. ドノバン・ラドック 1         | 96万件  |
| 1991年6月28日  | マイク・タイソン vs. ドノバン・ラドック 2         | 125万件 |
| 1995年8月15日  | マイク・タイソン vs. ピーター・マクニーリー       | 155万件 |
| 1996年3月16日  | マイク・タイソン vs. フランク・ブルーノ           | 137万件 |
| 1996年9月7日   | マイク・タイソン vs. ブルース・セルドン           | 115万件 |
| 1996年9月11日  | マイク・タイソン vs. イベンダー・ホリフィールド 1 | 159万件 |
| 1997年6月28日  | マイク・タイソン vs. イベンダー・ホリフィールド 2 | 199万件 |
| 1999年1月16日  | マイク・タイソン vs. フランソワ・ボタ             | 75万件  |
| 2000年10月20日 | マイク・タイソン vs. アンドリュー・ゴロタ         | 45万件  |
| 2002年6月8日   | マイク・タイソン vs. レノックス・ルイス           | 197万件 |
| 2003年2月22日  | マイク・タイソン vs. クリフォード・エティエンヌ   | 10万件  |
| 2004年7月30日  | マイク・タイソン vs. ダニー・ウィリアムズ         | 15万件  |
| 2005年6月11日  | マイク・タイソン vs. ケビン・マクブライド         | 25万件  |

### エキシビション
| 日付           | イベント                                        | 売上げ  |
| -------------- | ----------------------------------------------- | ------- |
| 2020年11月29日 | マイク・タイソン vs. ロイ・ジョーンズ・ジュニア | 160万件 |

## 出演作品

### 映画
- クロコダイル・ダンディー in L.A. Crocodile Dundee in Los Angeles（2001）
- ロッキー・ザ・ファイナル Rocky Balboa（2006）
- マイク・タイソン THE MOVIE（英語版） Tyson（2008）
- ハングオーバー! 消えた花ムコと史上最悪の二日酔い The Hangover（2009）
- ハングオーバー!! 史上最悪の二日酔い、国境を越える The Hangover: Part II（2011）
- リベンジ・マッチ Grudge Match (2013)
- Mike Tyson: Undisputed Truth（2013）
- イップ・マン 継承 Ip Man 3（2015）
- 沈黙の大陸 CHINA SALESMAN（2017）
- キックボクサー ザ・リベンジ（英語版） Kickboxer: Retaliation（2018）

### CM
- サントリードライ（サントリー、1988年）
- トヨタトラック（トヨタ自動車、ダイナ・トヨエース・ハイエーストラックとの共同CM、1988年 - 1989年）
- マイクタイソン・パンチアウト!!（任天堂、ファミコンソフト）

### アニメ
- Mike Tyson Mysteries (2014年 - 2020年）